# Тиреотоксический криз
Ти́реотокси́ческий криз — наиболее тяжёлое, угрожающее жизни пациента осложнение диффузного токсического зоба. Опасное осложнение не леченного или неправильно леченного тяжёлого тиреотоксикоза, проявляющееся лавинообразным нарастанием проявлений, вызванное резким повышением уровня T3 и T4 в плазме крови. Развивается у пациентов с тяжёлой формой заболевания в 0,5—19% случаев.

## Этиология
Криз или тиреотоксическая кома развивается после оперативного вмешательства по поводу диффузного токсического зоба или его лечения радиоактивным йодом, в случае, если данные мероприятия проводят без предварительного достижения эутиреоидного состояния пациента.
Роль провоцирующего фактора могут сыграть:
- стрессовые ситуации,
- физическое перенапряжение,
- инфекционные заболевания,
- травма,
- хирургическая операция на щитовидной железе,
- другие хирургические вмешательства в том числе и удаление зуба,
- сопутствующие заболевания (гастроэнтерит, пневмония и так далее),
- беременность и роды.

## Патогенез
Основное звено патогенеза тиреотоксического криза — внезапное освобождение в кровь больших количеств тиреоидных гормонов, усиление проявлений надпочечниковой недостаточности, активность симпатико-адреналовой и высших отделов нервной системы. Развивающиеся при тиреотоксическом кризе функциональные и морфологические нарушения в различных органах и тканях обусловлены, с одной стороны, резким повышением концентрации в крови тиреоидных гормонов, избыточной продукцией катехоламинов или ростом чувствительности к их действию периферических тканей, с другой — дефицитом гормонов коры надпочечников, при дальнейшем истощении их резервных возможностей криз может закончиться летальным исходом.

## Клиническая картина
Клинические проявления тиреотоксического криза обусловлены действием тиреоидных гормонов (трийодтиронин, тироксин), катехоламинов на фоне резкого дефицита гормонов коры надпочечников.
Криз или тиреотоксическая кома развивается внезапно, когда обостряются все симптомы гипертиреоза, чаще через несколько часов после нерадикально выполненного оперативного вмешательства по поводу диффузного токсического зоба или токсической аденомы щитовидной железы на фоне недостаточно компенсированного тиреотоксикоза.
Наиболее типичные проявления тиреотоксического криза: резкая тахикардия, мерцательная аритмия, тахипноэ, высокая лихорадка, возбуждение, размашистый тремор, беспокойство или психоз, тошнота, рвота, диарея, сердечная недостаточность с высоким сердечным выбросом.
Пациенты становятся беспокойными, значительно повышается артериальное давление, отмечается значительное возбуждение, тремор конечностей, выраженная мышечная слабость. Наблюдаются нарушения со стороны желудочно-кишечного тракта: диарея, тошнота, рвота, боли в животе, желтуха. Нарушение функции почек проявляется снижением диуреза вплоть до полного прекращения выделения мочи — анурии. На фоне криза может развиваться сердечная недостаточность. В некоторых случаях состояние усугубляется острой атрофией печени. В ходе развития тиреотоксического криза возбуждение сменяется ступорозным состоянием и потерей сознания с развитием клинической картины комы.

## Диагностика
Основывается на данных анамнеза — наличие гипертиреоза + провоцирующих факторов (инфекционное заболевание, хирургическое вмешательство, травма) и клинических проявлениях: высокая лихорадка, тахикардия, рвота, диарея, психомотороное возбуждение, размашистый тремор, сердечная недостаточность.

## Лечение
В первую очередь необходимо устранить причину криза. Дальнейшая лечебная тактика (в случае развившегося тиреотоксического криза) включает:
1. Общие мероприятия — инфузионная терапия (жидкость, электролиты), ингаляция кислорода, транквилизаторы, охлаждающие процедуры, жаропонижающие средства (аспирин противопоказан), лечение интеркуррентных заболеваний (например, антибиотикотерапия при инфекционном процессе).
2. Лечение тиреотоксикоза — тиреостатики, йодиды, бета-блокаторы, дексаметазон (противопоказан при инфекционных заболеваниях).

На фоне применения комбинированной терапии состояние пациента, как правило, значительно улучшается уже через несколько дней. В случаях, когда медикаментозное лечение неэффективно, применяют плазмаферез или гемосорбцию для выведения из плазмы крови тиреоидных гормонов.

## Прогноз
Условно благоприятный.
В немалой степени зависит от своевременности диагностики и адекватности терапии.